# Klasszicista antikva

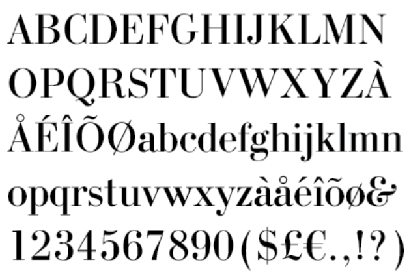

A klasszicista antikva egyike a betűtípusok tízes csoportosításának.

## Eredete
A 17. század végén a rézmetszés technológiája lehetővé tette, sőt egyenesen arra csábította a betűmetszőket, hogy az addigi kézírásból örökölt alapokat elvetve, teljesen e technika határozza meg a betűformák kialakítását. Az íróeszközök jellegzetességeit felváltotta a karctű hajszálvékony vonala. Gutenberg még a kézírás hatását akarta felidézni, a klasszicista antikva azonban már a metszetet tartotta követendő példának.

## Jellemzői
A növekvő iparosodás, a hirdetések, az újságok elterjedése hatással volt a stílusjegyeinek kialakulására. Alkalmas hangsúlyos, figyelemfelkeltő szöveg szedésére, viszont hosszabb szövegnél alkalmazva nehezebben olvasható.
- A segéd- és alapvonalak vastagsága erősen kontrasztos, jelentős köztük a különbség.
- A betűtalpak derékszögűek, vagy csekély kerekítésűek.
- A kerek formáknál látható vastagítás tengelye mindig függőleges.